# Тјесарске Млињани
Тјесарске Млињани (слч. Tesárske Mlyňany) насељено је мјесто са административним статусом сеоске општине (слч. obec) у округу Злате Моравце, у Њитранском крају, Словачка Република.

## Становништво
| Година:    | 1994. | 2004.   | 2014.   | 2024.   |
| ---------- | ----- | ------- | ------- | ------- |
| Број људи: | 1689  | 1652    | 1787    | 1798    |
| Разлика:   |       | -2,19 % | +8,17 % | +0,61 % |

| Година:    | 2023. | 2024.   |
| ---------- | ----- | ------- |
| Број људи: | 1796  | 1798    |
| Разлика:   |       | +0,11 % |

Према подацима о броју становника из 2011. године насеље је имало 1.683 становника.